# Oksana Okunjeva
Oksana Hryhorivna Okunjeva (in ucraino Оксана Григорівна Окунєва?; Mykolaïv, 14 marzo 1990) è un'altista ucraina.

## Palmarès
| Anno | Manifestazione   | Sede           | Evento        | Risultato | Prestazione | Note |
| ---- | ---------------- | -------------- | ------------- | --------- | ----------- | ---- |
| 2007 | Mondiali allievi | Ostrava        | Salto in alto | 6ª        | 1,78 m      |      |
| 2009 | Europei juniores | Novi Sad       | Salto in alto | 6ª        | 1,80 m      |      |
| 2011 | Europei indoor   | Parigi         | Salto in alto | 7ª        | 1,92 m      |      |
| 2011 | Europei under 23 | Ostrava        | Salto in alto | Argento   | 1,94 m      |      |
| 2011 | Universiadi      | Shenzen        | Salto in alto | 8ª        | 1,84 m      |      |
| 2011 | Mondiali         | Taegu          | Salto in alto | 18ª (q)   | 1,89 m      |      |
| 2012 | Mondiali indoor  | Istanbul       | Salto in alto | 17ª (q)   | 1,83 m      |      |
| 2013 | Mondiali         | Mosca          | Salto in alto | 14ª (q)   | 1,88 m      |      |
| 2014 | Europei          | Zurigo         | Salto in alto | 6ª        | 1,94 m      |      |
| 2015 | Mondiali         | Pechino        | Salto in alto | 14ª (q)   | 1,89 m      |      |
| 2016 | Europei          | Amsterdam      | Salto in alto | 6ª        | 1,89 m      |      |
| 2016 | Giochi olimpici  | Rio de Janeiro | Salto in alto | 22ª (q)   | 1,89 m      |      |
| 2017 | Europei indoor   | Belgrado       | Salto in alto | 4ª        | 1,92 m      |      |
| 2017 | Mondiali         | Londra         | Salto in alto | 20ª (q)   | 1,89 m      |      |
| 2017 | Universiadi      | Taipei         | Salto in alto | Oro       | 1,97 m      |      |
| 2018 | Europei          | Berlino        | Salto in alto | 10ª       | 1,87 m      |      |

## Altre competizioni internazionali
2014
- Argento agli Europei a squadre ( Braunschweig), salto in alto - 1,95 m